# Guillermo Cranwell
Guillermo A. Cranwell (nacido William A. Cranwell) (Buenos Aires, Argentina; 16 de noviembre de 1841 - íd.; 12 de julio de 1909) fue intendente (interino) de la ciudad de Buenos Aires, entre 1888 y 1889.
Hijo del inmigrante irlandés Guillermo Cranwell, quien fue en 1828 el primer boticario inglés de la futura capital de Argentina; continuó la función de su padre, siendo farmacéutico industrial y boticario también.
Ingresó en la logia masónica Obediencia en 1861. Actuó en el Concejo de Higiene de la provincia de Buenos Aires y fue Presidente del Concejo Deliberante mientras Antonio Crespo era intendente. Cuando éste se retiró de su cargo por razones de salud, Cranwell asumió en su lugar de manera interina, como lo indicaba la carta orgánica de la Municipalidad.

## Intendencia

### Gestión
Su gestión fue breve, y entre las obras realizadas durante ella se pueden contar: la demolición -en mayo de 1888- de los arcos al norte del Cabildo, y de la antigua sede de la Policía frente a la plaza de Mayo para la apertura de la futura avenida de Mayo; el adoquinado de calles céntricas como Perú, Chacabuco, Piedras y Tacuarí en todo su recorrido, y de la calle Corrientes hasta el cementerio de la Chacarita; la clausura -el 10 de diciembre de 1888- del depósito de basura que quedaba en Rivadavia y la actual calle Sánchez de Loria, límite entre los barrios de Balvanera y Almagro. Los desechos serían llevados a partir de entonces a la Quema de las basuras, en el actual barrio de Parque de los Patricios, utilizando un ramal del ferrocarril oeste.
El 13 de abril de 1889 se aprobaron los planos con el trazado de calles del futuro barrio de Villa Devoto, proyectado por el ingeniero y arquitecto Juan Antonio Buschiazzo, encargado por Antonio Devoto; la colocación -al día siguiente- de la piedra fundamental del futuro Mercado Nacional de Hacienda y matadero municipal del actual barrio de Mataderos.
El 10 de mayo de 1889 fue sucedido por Francisco Seeber. Murió el 19 de julio de 1909, en su ciudad natal.

### La Primera Expansión Metropolitana

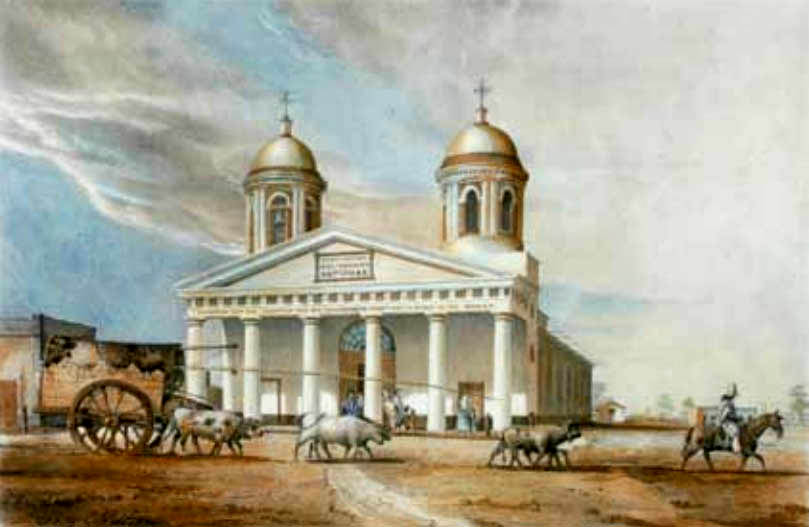
Templo de la ciudad de Flores, al oeste del centro Buenos Aires.

En 1887 la provincia de Buenos Aires cede al gobierno nacional los municipios de Flores y Belgrano. Este hecho aumentó la jurisdicción municipal tres veces su tamaño, de 4.000 a 18.000 hectáreas. Ese año Buenos Aires se convirtió en una de las jurisdicciones municipales más extensas del mundo, apenas superada por el «Greater London». Sin embargo esto fue posible debido a que la incorporación comprendía una enorme cantidad de territorio rural casi desierto: frente a los 433.000 habitantes de la ciudad, solo 25.000 poblaban los territorios anexados. Mientas tanto, el territorio del futuro Gran Buenos Aires contaba con menos de 120.000 habitantes. El aumento de población, producto de la inmigración extranjera, tardó varias décadas en ocupar las ambiciosas fronteras previstas. En efecto, los 1.200.000 habitantes que registraba el censo municipal de 1909 ocupaban aún, apenas el 60% del territorio.
En 1888 los ingenieros Pablo Blot y Luis Silveira, representando a los gobiernos nacional y provincial, respectivamente, trazan el límite definitivo de la ciudad capital, donde debía construirse un bulevar de circunvalación de 100 metros de ancho (futura General Paz).  
Aunque el ferrocarril ya había iniciado cierto tipo de suburbanización incluso fuera de los nuevos límites, el hecho de que el mercado urbano de la Capital se expandiera tres veces y media generó una verdadera euforia incentivando los desarrollos inmobiliarios. Sin embargo, los funcionarios municipales, se vieron ante la necesidad de controlar y contener la expansión urbana. Los “bulevares de circunvalación” siempre se asociaban a anillos ubicados en la tierra extraurbana libre donde serían radicados los establecimientos “insalubres”, necesarios para la ciudad moderna. El propio trazado del bulevar de Circunvalación generado por Blot y Silveira era un claro ejemplo de esto: el mismo no respetaba el límite de los municipios anexados, sino que buscaba generar un borde continuo y regular, en función de una voluntad de forma con centro en el nuevo Puerto Madero.
Desde el trazado de la avenida Entre Ríos-Callao, en tiempos de Rivadavia, los distintos bulevares de circunvalación se fueron proyectando sucesivamente, pero cada vez a mayor distancia, configurando una tradición urbana de Buenos Aires. Mientras que en otras ciudades latinoamericanas, el “bulevar de circunvalación” era una clara marca de diferenciación entre la ciudad "decente” y la suburbio "marginal", en la ciudad de Buenos Aires, las avenidas de circunvalación funcionaron como anillos inclusivos. 
La expansión capitalina puso en crisis el modelo de “ciudad regular” gestionado hasta ese entonces. Las nuevas tierras estaban mayormente despobladas, sin infraestructura, ni trazados o planos públicos de mensura. Hasta aquel entonces las poblaciones suburbanas habían surgido en forma mecánica gracias al desarrollo de las vías de comunicación y la consecuente apertura de nuevos mercados inmobiliarios, lo que representaba un verdadero problema para un poder público con pretensiones homogeneizadoras. 
La administración pública adquiere en este momento un papel protagónico en el control de los rumbos de crecimiento. Sin soslayar las presiones de las empresas de servicios públicos extranjeras y de los intereses de los propietarios de tierras y loteadores, es preciso ponderar el rol asumido por las reparticiones del Estado Nacional y de la Administración municipal en los procesos de urbanización porteña.
La denominación «nuevos barrios», o «barrios excéntricos», se enunciaron en oposición al antiguo municipio, a pesar de la necesaria solidaridad entre el centro y los suburbios que reivindicaron tempranamente los higienistas. La expansión de la ciudad, «inmensa», «inabarcable», «en desorden», a cargo de «rematadores» y «especuladores» o «capitalistas que valorizan las tierras», se planteó como un problema que se trató de paliar desde de un modelo de ciudad cerrada que, en un comienzo, había levantado una suerte de cerco defensivo frente a la campaña. 
Como era de esperar, a partir de la anexión, varios propietarios demandaron permisos para subdividir y urbanizar sus tierras, sin embargo la Comisión de Obras Públicas se manifestaba en contra de entregarlos ante la ausencia de un plano público que marcase los lineamientos que esas urbanizaciones debían seguir. Esto generó un clima de tensión durante los primeros años, aunque algunos emprendimientos inmobiliarios mayores llegaron a realizarse, como fue el caso de Villa Devoto o de Villa Ortúzar.
| Predecesor: Antonio F. Crespo | Intendente de Buenos Aires 1888 – 1889 | Sucesor: Francisco Seeber |